# Ipimorpha
Ipimorpha là một chi bướm đêm thuộc họ Noctuidae.

## Các loài
- Ipimorpha contusa (Freyer, 1849)
- Ipimorpha guanyuana Chang, 1991
- Ipimorpha intexta Harvey, 1875
- Ipimorpha nanaimo Barnes, 1905
- Ipimorpha pleonectusa Grote, 1873 (đồng nghĩa: Ipimorpha subvexa Grote, 1876)
- Ipimorpha retusa (Linnaeus, 1761)
- Ipimorpha subtusa - Olive (Denis & Schiffermüller, 1775)
- Ipimorpha viridipallida Barnes & McDunnough, 1916